# Ritscher-Schinzel-Syndrom
Das Ritscher-Schinzel-Syndrom ist eine Variante der als Dandy-Walker-Malformation (DWM bzw. engl. DWS) bekannten Fehlbildung, die auch als 3C-Syndrom oder CCC-Dysplasie (craniocerebellocardiac dysplasia) bezeichnet wird. Seit ihrer erstmaligen Beschreibung sind mindestens 20 Fälle beobachtet und publiziert worden. Es handelt sich um eine Fehlbildung des Herzens mit zerebellärer Hypoplasie und Kranialdysmorphie. 

## Ursache
Der Erkrankung liegen Mutationen im KIAA0196-Gen am Genort 8q24.13 zugrunde. Die Vererbung erfolgt autosomal-rezessiv. 
Mitunter finden sich auch Foramina parietalia permagna.